# Abrams River (rzeka)
Abrams River (do 16 lipca 1974 Abram River) – rzeka w kanadyjskiej prowincji Nowa Szkocja, w hrabstwie Yarmouth, płynąca w kierunku południowym i uchodząca do cieśniny La Grande Passe; nazwa Abram River urzędowo zatwierdzona 4 stycznia 1934.